# 영화금속
영화금속(Yeonghwa Metal Co. Ltd.)는 대한민국의 기업이다. 본사는 경남 창원시 진해구 남의로 57에 위치해 있으며 대표이사는 최동윤이다.

## 참고문헌
1. ↑  <유>오화금속, 마도잔랙 460%, 서울경제, 2023.06.28
2. ↑  영화금속, -0.33% VI 발동, 조선비즈, 2024.01.31
3. ↑  전일 시간외급등주, 대한항공우 10.0%, 영화금속 10.0% 등, 한국경제, 2024.02.01